# Philipp Langen
Philipp Langen (* 2. Juli 1986 in Lahnstein) ist ein ehemaliger deutscher Fußballspieler.

## Vereinskarriere
Der Mittelfeldspieler kam mit 14 Jahren zur TuS Koblenz und machte seine ersten Oberliga-Spiele für die Mannschaft bereits im Alter von 17 Jahren. Nach dem Aufstieg in die Regionalliga 2004 war er trotz seines jungen Alters sofort Stammspieler und kam bis zum Aufstieg in die 2. Bundesliga auf 63 Einsätze, in denen er fünf Tore erzielte. In Saison 2006/07 kam der Linksfuß zu 29 Einsätzen in der 2. Bundesliga und erzielte dabei ein Tor. Bei einem Trainingslager im September 2007 verletzte er sich am vorderen Kreuzband und am Außenband des rechten Knies. Seit der Saison 2008/09 spielte Langen für die SpVgg Greuther Fürth. Dort konnte sich Langen aber aufgrund von Verletzungen nicht durchsetzen und wurde von Fürth für die Saison 2009/10 zurück an die TuS Koblenz ausgeliehen. Nach dem Ende der Saison kehrt Langen dann 2010 zurück zur SpVgg Greuther Fürth. Die Saison 2010/11 verbrachte Langen bei der 2. Mannschaft der Spvgg. Zur Saison 2011/12 erhielt er keinen neuen Vertrag in Fürth und wechselte zurück zur TuS Koblenz, welche mittlerweile wieder in die Regionalliga West abgestiegen war. Aufgrund von Verletzungen konnte Langen während der Saison 2011/12 keinen Stammplatz einnehmen und machte nur drei Ligaspiele. Auch zur Saison 2012/13 schaffte es Langen nicht sich einen Platz in der Startformation zu sichern und wurde meist als Einwechselspieler gebracht. Am 7. Spieltag der Saison erlitt Langen erneut einen Kreuzbandriss und musste über acht Monate pausieren. Langen entschloss sich daraufhin seine aktive Karriere nach Ablauf seines Vertrages im Sommer 2013 zu beenden.

## Nationalmannschaft
Langen absolvierte insgesamt fünf Einsätze in der deutschen U-20-Nationalmannschaft.

## Erfolge
- Aufstieg in die 2. Bundesliga mit TuS Koblenz 2006
- Aufstieg in die Regionalliga Süd mit TuS Koblenz 2004
- Gewinn des Rheinlandpokals mit TuS Koblenz (2005, 2006)